# Liste von Parkeisenbahnen
Die Liste von Parkeisenbahnen bietet einen Überblick über einige existierende und ehemalige Parkeisenbahnen.
- Gartenbahnen finden sich unter Liste von Gartenbahnanlagen,
- ehemalige Industrie-/Feldbahnen mit Museumsbetrieb unter Liste von Feldbahnmuseen und Feldbahnen mit Fahrbetrieb.
- Wegebahnen, d. h. Straßenzüge in eisenbahnähnlichem Aussehen siehe dort.
- Zu eisenbahnähnlichen Fahrgeschäften siehe Kindereisenbahn

## Spaltenerklärung
Ort/OrtsteilOrt
ParkName des Parks und/oder Adresse
SpurweiteSpurweite in mm / ESB bei Einschienen-/Alwegbahnen
LängeLänge in km (ca.) – Gesamtlänge aller Gleise, ansonsten Streckenlänge
Gleisbild
Strecke: Verbindung zwischen 2 Punkten, ggf. mit Stichstrecken
Oval/Kreis: geschlossener Rundkurs
Ballon: Rundkurs mit Stichstrecke
Knochen: zweigleisige Strecke mit Wendeschleifen
Acht: Strecke mit Kreuzung
StationenAnzahl der Bahnhöfe/Haltepunkte
Antrieb
Akku: elektrisch, meist Akkumulatoren
Benzin: Benzinmotor, meist mechanisch
Benzin/Porsche: Porsche Industriemotor
Dampf: Dampfkraft
Diesel: Dieselantrieb, meist hydraulisch
vonin Betrieb seit (Jahr)
bisBetrieb eingestellt (Jahr)
Betrieb durchBetreiber (Verein/Firma/Person)
Name der Bahnebendieser
BemerkungenSonstiges

## Europa

### Deutschland
| Ort (Ortsteil)         | Park                                                                                   | Spur- weite mm    | Länge km          | Gleis- bild        | Sta- tio- nen     | Antrieb                         | von               | bis               | Betrieb durch                                                               | Name der Bahn                        | Bemerkungen |
| Baden-Württemberg      | Baden-Württemberg                                                                      | Baden-Württemberg | Baden-Württemberg | Baden-Württemberg  | Baden-Württemberg | Baden-Württemberg               | Baden-Württemberg | Baden-Württemberg | Baden-Württemberg                                                           | Baden-Württemberg                    | Baden-Württemberg |
| ---------------------- | -------------------------------------------------------------------------------------- | ----------------- | ----------------- | ------------------ | ----------------- | ------------------------------- | ----------------- | ----------------- | --------------------------------------------------------------------------- | ------------------------------------ | --- |
| Allensbach             | Wild- und Freizeitpark                                                                 | 600               | 1,4               | Knochen            | 1                 | Gas                             | 1999              |                   |                                                                             | Wildparkbahn                         | |
| Hardt                  | Freizeitpark Hardt                                                                     |                   |                   |                    |                   |                                 |                   |                   | Freizeitpark Hardt                                                          |                                      | Tfz von Gebrüder Ihle Bruchsal/Diema, ex Phantasialand (Brühl)                                                         |
| Karlsruhe              | Schlossgarten                                                                          | 600               | 2,7               | Kreis              | 1                 | Dampf, Diesel, Benzin/Porsche   | 1967              |                   | Kleinbahn-Betriebe GmbH ab 1989 VBK                                         | Schlossgartenbahn                    | |
| Mannheim               | Museumspark                                                                            | 600               |                   |                    |                   |                                 |                   |                   |                                                                             | Feldbahn am Technoseum               | |
| Mannheim               | Jugendverkehrsschule Hasenweide                                                        | 600               |                   |                    |                   | Akku                            | 1961              |                   |                                                                             |                                      | Kinderstraßenbahn |
| Rust                   | Europa-Park                                                                            | 600               |                   | Kreis              | 4                 | elektrisch (Akku, induktiv)     | 1975              |                   | Europa-Park                                                                 | Panoramabahn                         | Wild-West-Loks |
| Rust                   | Europa-Park                                                                            | Einschienenbahn   |                   | Kreis              | 2                 | elektrisch (Stromschiene)       | 1990              |                   | Europa-Park                                                                 | Monorail-Bahn                        | |
| Rust                   | Europa-Park                                                                            | Einschienenbahn   |                   | Kreis              | 4                 | elektrisch (Stromschiene)       | 1995              |                   | Europa-Park                                                                 | EP-Express                           | |
| Stuttgart              | Höhenpark Killesberg                                                                   | 381               | 2,3               | Kreis              | 1                 | Dampf, Diesel                   | 1939              |                   | SSB                                                                         | Killesbergbahn                       | Eröffnung anlässlich der Reichsgartenschau 1939                                                                        |
| Stuttgart              | Killesberg Akazienwäldchen                                                             | 600               |                   |                    |                   |                                 | 1931              | 1937              |                                                                             | Kinderstraßenbahn Rumpelstilzchen    | erste Anlage der Kinderstraßenbahn Rumpelstilzchen                                                                     |
| Stuttgart              | Rosensteinpark, Leibfriedscher Garten, Wartberg, Messe Stuttgart, Höhenpark Killesberg | Einschienenbahn   | 4,5               | Kreis              | 5                 |                                 | 1993              | 1993 (17. Okt.)   |                                                                             |                                      | Internationale Gartenbauausstellung 1993, 20%ige Steigungen                                                            |
| Stuttgart-Degerloch    |                                                                                        | 600               | 0,2               | Kreis              | 1                 | Oberleitung 45 V Drehstrom      | 1950              |                   | Betriebsrat SSB                                                             | Kinderstraßenbahn Rumpelstilzchen    | kein öffentlicher Fahrbetrieb                                                                                          |
| Stuttgart              | Am Kräherwald Zoo „Affenparadies“, siehe Killesbergbahn#Vorgeschichte und Vorläufer    | ?                 | ?                 | ?                  | ?                 | ?                               |                   |                   |                                                                             | Affenparkbahn                        | gablenberger-klaus.de                                                                                                  |
| Stuttgart              | Gaisburg                                                                               | ?                 | ?                 | ?                  | ?                 | ?                               |                   |                   |                                                                             | Raichbergbahn                        | muse-o.de |
| Ulm                    | Friedrichsau                                                                           |                   |                   |                    |                   |                                 | 1980              |                   |                                                                             |                                      | Landesgartenschau 1980 Landesgartenschau Ulm/Neu-Ulm 1980                                                              |
| Bayern                 |                                                                                        |                   |                   |                    |                   |                                 |                   |                   |                                                                             |                                      | |
| Bad Brückenau          | Bahnhof – Staatsbad                                                                    | 600               | 0,8               |                    |                   |                                 | 1996              | 2000              |                                                                             | König-Ludwig-Dampfbahn Bad Brückenau | |
| Günzburg               | Legoland Deutschland                                                                   |                   |                   | Kreis              | 1                 | Diesel                          |                   |                   |                                                                             | Legoland Express                     | Zug im Lego-Design |
| Heroldsbach            | Erlebnispark Schloss Thurn                                                             | 620               |                   | Kreis              | 4                 | Diesel                          |                   |                   |                                                                             | Dampfross-Eisenbahn                  | Pseudo-Dampflok |
| Heroldsbach            | Erlebnispark Schloss Thurn                                                             | 490               |                   | Kreis              | 1                 | elektrisch                      |                   |                   |                                                                             | Kinderbahn                           | Gleichstromversorgung über die Schienen, wie bei einer Modellbahn                                                      |
| Heroldsbach            | Erlebnispark Schloss Thurn                                                             | Einschienenbahn   |                   | Strecke            | 2                 |                                 |                   |                   |                                                                             | Schwebebahn                          | |
| Nürnberg               | Tiergarten                                                                             | 600               | 1,0               | Knochen            | 2                 | Dieselelektrisch                | 1964              |                   |                                                                             | Tiergartenbahn                       | Adler (Nachbau, 1:2)                                                                                                   |
| Treuchtlingen          | Altmühlstraße                                                                          | 317               |                   | Kreis              | 1                 | Akku                            | 15. Mai 1971      |                   | Freunde des Parkexpress                                                     | Parkexpress                          | |
| Berlin                 |                                                                                        |                   |                   |                    |                   |                                 |                   |                   |                                                                             |                                      | |
| Berlin-Britz           | Britzer Garten                                                                         | 600               | 5,0               |                    | 5                 |                                 | 1985              |                   |                                                                             | Britzer Parkbahn                     | zur BUGA 1985 |
| Berlin-Oberschöneweide | Wuhlheide                                                                              | 600               | 7,5               | Knochen, Komplex   | 8                 | Dampf, Diesel                   | 10. Juli 1956     |                   | BPE Berliner Parkeisenbahn GmbH                                             | Parkeisenbahn Wuhlheide              | |
| Brandenburg            |                                                                                        |                   |                   |                    |                   |                                 |                   |                   |                                                                             |                                      | |
| Cottbus                | Eliaspark – Branitzer Park                                                             | 600               | 3,2               | Ballon             | 6                 | Dampf, Diesel                   | 1. Juni 1956      |                   | Cottbusverkehr und „Verein zur Förderung der Cottbuser Parkeisenbahn e. V.“ | Parkeisenbahn Cottbus                | Modernisierung & Umbau zur BUGA 1995                                                                                   |
| Lauchhammer            | Lauchhammer-West, Schlosspark Schlosspark                                              | 500               | 0,963             | Kreis              | 1                 | Diesel                          | 1955              |                   | Stadt Lauchhammer                                                           | Parkeisenbahn Lauchhammer            | |
| Lauchhammer            | Lauchhammer-Süd, Puschkinpark                                                          | 500               | 0,4               | ?                  | ?                 | Akku, Diesel                    | 1952              | 1959              | ?                                                                           | Parkeisenbahn Lauchhammer            | |
| Hamburg                |                                                                                        |                   |                   |                    |                   |                                 |                   |                   |                                                                             |                                      | |
| Hamburg                | Planten un Blomen                                                                      | 600               | 1,6               | Kreis              | 2                 | Benzin/Porsche                  | 26. Apr. 1963     | Herbst 1969       | Henry Escher KG                                                             | IGA-Bahn                             | Internationale Gartenbauausstellung 1963 (Eisenbahn+Seilbahn)                                                          |
| Hamburg                | Planten un Blomen                                                                      | 600               | 5,6               | Kreis              | 4                 | Benzin/Porsche                  | 27. Apr. 1973     | 3. Okt. 1982      | Henry Escher KG                                                             | IGA-Bahn                             | Internationale Gartenbauausstellung 1973 (Eisenbahn)                                                                   |
| Hamburg                | Wilhelmsburg und Georgswerder                                                          | Einschienenbahn   | 3,4               | Kreis              | 3                 | 600 V Gleichstrom               | 25. Apr. 2013     | 13. Okt. 2013     |                                                                             | IGS-Bahn                             | Internationale Gartenschau 2013 8 Züge mit 13 Waggons (78 Plätze); 16 km/h; 290 Stützen bis zu 8 m Höhe (Monorail)     |
| Hessen                 |                                                                                        |                   |                   |                    |                   |                                 |                   |                   |                                                                             |                                      | |
| Frankfurt am Main      | Palmengarten Frankfurt                                                                 | 600               | 0,65              | Ballon             | 2                 | Akku                            | 1972              | 2021              | Hendrik Schweiger Parkbahnbetrieb                                           | Palmen-Express                       | |
| Frankfurt am Main      | Niddapark                                                                              | 600               |                   |                    |                   | Akku                            | 21. Apr. 1989     | 15. Okt. 1989     | Intamin                                                                     |                                      | zur BUGA 1989 |
| Frankfurt am Main      | Grüneburgpark                                                                          | 410               | 0,22              | Kreis              | 1                 | Akku                            | 1960              |                   | Jugendverkehrsschule der Polizei                                            | Kinderstraßenbahn                    | |
| Kassel                 | Karlsaue, Fuldaaue                                                                     | 600               | 5,5               | Kreis              | 6                 | Benzin                          | 30. Apr. 1981     | 18. Okt. 1981     | Fa. Heinrich Mack KG, Waldkirch                                             | Auen-Express                         | zur Bundesgartenschau 1981. Betrieb mit 10 Zügen im Pseudo-Western-Design                                              |
| Wehrheim               | Freizeitpark Lochmühle                                                                 |                   |                   |                    |                   |                                 |                   |                   |                                                                             | Western-Eisenbahn                    | |
| Mecklenburg-Vorpommern |                                                                                        |                   |                   |                    |                   |                                 |                   |                   |                                                                             |                                      | |
| Alt Schwerin           | Agroneum                                                                               | 600               |                   |                    |                   | Diesel                          |                   |                   | Agroneum                                                                    |                                      | |
| Bad Sülze              | Kurpark Bad Sülze                                                                      | 600               | 0,4               | Kreis              |                   | Diesel                          |                   |                   | Salzmuseum Bad Sülze                                                        | ehem. Torflorenbahn „Moorblitz“      | Betrieb nach Voranmeldung oder zu Veranstaltungen                                                                      |
| Gingst                 | Rügenpark                                                                              | 600               |                   |                    |                   | Diesel                          |                   |                   | Rügenpark                                                                   |                                      | |
| Prerow                 | Kinderferienlager „Ernst Thälmann“ am Bernsteinweg                                     | 600               | 2,0               |                    |                   | Diesel                          | Anfang Juli 1954  | 31. Aug. 1954     |                                                                             | Pioniereisenbahn Prerow              | Strecke zum Dünenhaus an der heutigen Ladenstraße                                                                      |
| Niedersachsen          |                                                                                        |                   |                   |                    |                   |                                 |                   |                   |                                                                             |                                      | |
| Bad Harzburg           | Radauer Wasserfall                                                                     | 315               | 0,2               |                    |                   | Strom                           | vor 1978          |                   |                                                                             | Kindereisenbahn „EMMA“               | Antrieb mit Stromschiene (48 V)                                                                                        |
| Bad Harzburg           | Märchenwald                                                                            | 475               | 0,1               |                    |                   | Strom                           | vor 1988          |                   |                                                                             | Safari-Express                       | |
| Salzhemmendorf         | Rasti-Land                                                                             |                   |                   | Acht               |                   | Strom                           | 2000              |                   | Freizeit- und Erlebnispark Rasti-Land Salzhemmendorf-Benstorf GmbH          | Comic Bahn                           | |
| Salzhemmendorf         | Rasti-Land                                                                             |                   |                   | Kreis              |                   | Strom                           | 1995              |                   | Freizeit- und Erlebnispark Rasti-Land Salzhemmendorf-Benstorf GmbH          | Dampf-Eisenbahn                      | |
| Salzhemmendorf         | Rasti-Land                                                                             |                   |                   | Oval               | 3                 | Diesel                          | 1973              |                   | Freizeit- und Erlebnispark Rasti-Land Salzhemmendorf-Benstorf GmbH          | Western-Eisenbahn                    | Tfz von Gebrüder Ihle Bruchsal/Diema                                                                                   |
| Hodenhagen             | Serengeti-Park                                                                         | 600               |                   | Acht/Oval          | 6                 | Benzin/Diesel                   | 1980              |                   | Serengeti-Park Hodenhagen GmbH                                              | Afrika Express                       | Wildwest-Loks, teilw. ex-BUGA Kassel (1981). mehrmals vergrößert, zwei Abschnitte: Dschungel-Safari, Abenteuer-Safari. |
| Soltau                 | Heide Park                                                                             | 600               | 1,1               | Oval               | 3                 | Diesel                          | 1978              |                   | Heide-Park Soltau GmbH                                                      | Heide Park Express                   | Wildwest-Loks, teilw. ex-BUGA Kassel (1981)                                                                            |
| Jaderberg              | Tierpark Jaderpark                                                                     | 600               |                   |                    |                   | Benzin                          |                   |                   | Jaderpark                                                                   | Jade-Express                         | Wild-West Loks, teilw. ex-BUGA Kassel (1981)                                                                           |
| Nordrhein-Westfalen    |                                                                                        |                   |                   |                    |                   |                                 |                   |                   |                                                                             |                                      | |
| Dortmund               | Westfalenpark                                                                          | 600               | ca. 2,7           |                    |                   | Akku (bis 1992 Benzin/Porsche)  | 1959              |                   | Intamin (bis 1990 Henry Escher KG)                                          | Kleinbahn im Westfalenpark           | zur BUGA 1959 errichtet zur BUGA 1991 modernisiert                                                                     |
| Düsseldorf             | Volksgarten, Südpark                                                                   |                   |                   |                    |                   | Akku                            | 1987              | 1987              | Intamin                                                                     |                                      | zur Bundesgartenschau 1987, Quelle: drehscheibe-online.de                                                              |
| Essen                  | Grugapark                                                                              | 381               |                   |                    |                   | Dampf                           | Apr. 1938         | Okt. 1938         | Brangsch                                                                    | Grugabahn                            | zur Reichsgartenschau                                                                                                  |
| Essen                  | Grugapark                                                                              | 600               | 3,3               | Große Acht         | 3                 | Gas, Akku                       | 1950              |                   | Intamin (bis 1992 EVAG)                                                     | Grugabahn                            | zur BUGA 1965 modernisiert                                                                                             |
| Gütersloh-Mühlenstroth |                                                                                        | 600               |                   |                    |                   | Dampf, Diesel                   | 10. Juni 1973     |                   | DKBM e. V.                                                                  | Dampf-Kleinbahn Mühlenstroth         | Museums-Kleinbahn |
| Herne                  | Gysenbergpark                                                                          | 600               | 0,3               |                    |                   |                                 | 1970              |                   | Menzel / Braun GbR                                                          | Kindereisenbahn Jolante              | im Revierpark |
| Köln                   | Rheinpark                                                                              | 381               |                   |                    |                   | Dampf                           | 1957              | 1957              | KVB                                                                         | Kleinbahn im Rheinpark               | zur BUGA 1957 |
| Köln                   | Rheinpark                                                                              | 600               | 2,0               |                    |                   | Benzin/Porsche                  | 1971              |                   | 1971 Henry Escher KG 1973–2015 Karlheinz Potrz seit 2016 Felix Knetsch      | Kleinbahn im Rheinpark               | zur BUGA 1971 errichtet                                                                                                |
| Sprockhövel            | Haßlinghausen                                                                          | 127 / 184         | 0,6               | Kreis              | 1                 | Dampf, Akku                     | 1993              | 2004              | Dampf-Bahn-Club Sprockhövel                                                 |                                      | |
| Stadtlohn              | Losbergpark                                                                            | 320               | 0,3               | Oval               | 1                 | Diesel                          | 1993              |                   | Eisenbahnclub Stadtlohn                                                     | Parkeisenbahn Stadtlohn              | |
| Rheinland-Pfalz        |                                                                                        |                   |                   |                    |                   |                                 |                   |                   |                                                                             |                                      | |
| Pronsfeld              | Eifelzoo                                                                               |                   |                   |                    |                   |                                 |                   |                   |                                                                             | Eifelzoobahn                         | |
| Alzey                  | Am Herdry                                                                              | 300               | 0,1               | Oval               | 1                 | elektrisch                      | 1962              |                   | Stadt Alzey                                                                 | Volker-Express                       | Schwingel Schaustellerbahn                                                                                             |
| Mainz                  | Volkspark                                                                              | 600               | 0,7               | Oval               | 1                 | Gas                             | 1962              |                   | seit 1991 Aldo Zanardelli                                                   | Parkbahn im Volkspark Mainz          | Tfz von Gebrüder Ihle Bruchsal/Diema                                                                                   |
| Saarland               |                                                                                        |                   |                   |                    |                   |                                 |                   |                   |                                                                             |                                      | |
| Saarbrücken            | Deutsch-Französischer Garten                                                           | 600               | 2,1               | Oval               | 3                 | Benzin/Porsche seit 1995 Diesel | 1960              |                   | Messe und Ausstellungsbahnen GmbH                                           | Parkeisenbahn Saarbrücken            | |
| Sachsen                |                                                                                        |                   |                   |                    |                   |                                 |                   |                   |                                                                             |                                      | |
| Chemnitz               | Küchwald                                                                               | 600               | 2,3               | Oval               | 3                 | Akku, Dampf, Diesel             | 13. Juni 1954     |                   | Parkeisenbahn Chemnitz gGmbH                                                | Parkeisenbahn Chemnitz               | |
| Dresden                | Großer Garten                                                                          | 381               | 5,6               | Ballon             | 5                 | Dampf, Akku                     | 1. Juni 1950      |                   |                                                                             | Dresdner Parkeisenbahn               | erste Pioniereisenbahn der DDR                                                                                         |
| Görlitz                | An der Landskronbrauerei                                                               | 600               |                   | Oval               | 1                 | Dampf                           | 1. Juni 1976      |                   |                                                                             | Parkeisenbahn Görlitz                | |
| Leipzig                | Auensee                                                                                | 381               | 1,9               | Oval               | 4                 | Dampf, Akku                     | 5. Aug. 1951      |                   |                                                                             | Leipziger Parkeisenbahn              | |
| Lengenfeld             | Freizeitpark Plohn                                                                     |                   |                   | Oval               | 1                 | Akku                            |                   |                   | Freizeitpark Plohn                                                          | Kindereisenbahn                      | |
| Lengenfeld             | Freizeitpark Plohn                                                                     |                   |                   | Oval               | 1                 | Akku                            |                   |                   | Freizeitpark Plohn                                                          | Westerneisenbahn                     | |
| Oederan                | Miniaturpark Klein-Erzgebirge                                                          |                   |                   | Oval, ehem. Ballon | 1                 | Akku                            |                   |                   | Klein-Erzgebirge e. V.                                                      |                                      | Rundkurs, Stichstrecke ungenutzt                                                                                       |
| Plauen                 | Syratal                                                                                | 600               | 1,1               | Knochen            | 2                 | Oberleitung 220 Volt, 15 A      | 7. Okt. 1959      |                   |                                                                             | Parkeisenbahn Plauen                 | einzige mit Oberleitung betriebene Parkeisenbahn Deutschlands                                                          |
| Reinsdorf              | Friedrichsgrüner Park                                                                  | 600               | 0,13              | Kreis              | 1                 | Akku                            | 1959              |                   |                                                                             | Parkeisenbahn Friedrichsgrün         | |
| Rittersgrün            | Schmalspurbahnmuseum                                                                   | 600               | 1,2               |                    |                   | Diesel                          | 2003              |                   |                                                                             |                                      | |
| Sachsen-Anhalt         |                                                                                        |                   |                   |                    |                   |                                 |                   |                   |                                                                             |                                      | |
| Bernburg               | Krumbholzallee                                                                         | 600               | 1,8               |                    |                   | Diesel                          | 1. Juni 1969      |                   |                                                                             | Parkeisenbahn Bernburg               | |
| Eckartsberga           | Park „Freizeitspaß“                                                                    | 450               |                   |                    |                   |                                 | vor 2003          |                   |                                                                             |                                      | |
| Halle                  | Peißnitzinsel                                                                          | 600               | 2,0               |                    |                   |                                 | 12. Juni 1960     |                   | HAVAG                                                                       | Parkeisenbahn Halle                  | |
| Magdeburg              | Rotehornpark                                                                           | 600               | 2,2               |                    |                   |                                 | 14. Aug. 1955     | Ende 1967         |                                                                             | Pioniereisenbahn Magdeburg           | |
| Vatterode              | Vatteröder Teich                                                                       | 500               | 1,3               |                    |                   | Akku                            | 3. Aug. 1967      |                   |                                                                             | Parkeisenbahn Vatterode              | |
| Schleswig-Holstein     |                                                                                        |                   |                   |                    |                   |                                 |                   |                   |                                                                             |                                      | |
| Lübeck                 | Triftstraße, Diakonie                                                                  | 600               | 2,0               |                    |                   | Diesel                          |                   |                   | Vorwerker Diakonie Lübeck                                                   | Vorwerker Kleinbahn                  | |
| Oesterwurth            | Land & Leute Familienpark                                                              | 600               |                   |                    |                   | Benzin                          |                   |                   |                                                                             |                                      | |
| Sierksdorf             | Freizeitpark Hansa-Park                                                                | 600               |                   |                    |                   |                                 |                   |                   |                                                                             |                                      | |
| Tolk                   | Freizeitpark Tolk-Schau                                                                | 600               |                   |                    |                   |                                 |                   |                   |                                                                             |                                      | |
| Thüringen              |                                                                                        |                   |                   |                    |                   |                                 |                   |                   |                                                                             |                                      | |
| Crispendorf            | Ferienland                                                                             | 600               | 1,485             | Strecke            | 3                 | Akku                            | 1954              |                   | Ferienlandeisenbahn Crispendorf e.V.                                        | Ferienlandeisenbahn Crispendorf      | |
| Erfurt                 |                                                                                        | 381               |                   |                    |                   | Dampf                           | 1. Juli 1950      | 27. Sep. 1950     |                                                                             |                                      | Gartenschaubahn |
| Finsterbergen          | beim Schwimmbad                                                                        | 600               | 1,0               | Ballon             | 2                 | Diesel                          | 5. Sep. 1998      |                   | Stadtbetriebe Friedrichroda                                                 | Flinker Lothi                        | Steigung bis 4 % |
| Gera                   | Tierpark Gera                                                                          | 600               | 0,8               |                    |                   | Akku, Diesel                    | 6. Sep. 1975      |                   |                                                                             | Parkeisenbahn Gera                   | zweitsteilster Streckenabschnitt aller deutschen Parkeisenbahnen (2,9 %)                                               |
| Brotterode-Trusetal    | Zwergenpark                                                                            | 600               |                   |                    |                   |                                 |                   |                   |                                                                             |                                      | |

### Österreich
| Ort (Ortsteil) | Park                                             | Spur- weite mm | Länge km | Gleis- bild | Sta- tio- nen | Antrieb      | von  | bis | Betrieb durch              | Name der Bahn             | Bemerkungen                                                                                 |
| -------------- | ------------------------------------------------ | -------------- | -------- | ----------- | ------------- | ------------ | ---- | --- | -------------------------- | ------------------------- | ------------------------------------------------------------------------------------------- |
| Graz           | Grazer Schloßberg                                | 600            | 2,0      |             | 10            | Akku         | 1968 |     | Kindermuseum Graz GmbH     | Grazer Märchenbahn        | Name bis 2014 Märchengrottenbahn                                                            |
| Wien           | Wiener Prater, Prater Hbf – Ernst-Happel-Stadion | 381            | 3,9      | Knochen     | 5             | Dampf Diesel | 1928 |     | Liliputbahn im Prater GmbH | Liliputbahn Prater        | members.aon.at (Memento vom 7. Dezember 2008 im Internet Archive)                           |
| Wien           | Donaupark, Donauturm-UNO-City                    | 381            | 2,6      | Kreis       | 3             | Diesel       | 1964 |     | Liliputbahn im Prater GmbH | Donauparkbahn             | Die Schwester der „Liliputbahn im Prater“ (Memento vom 7. Oktober 2008 im Internet Archive) |
| Großgmain      | Salzburger Freilichtmuseum                       | 600            | 1,7      |             |               | Diesel       | 2010 |     | Salzburg AG                | Museumsfeldbahn Großgmain | freilichtmuseum.com                                                                         |

### Schweiz
| Ort (Ortsteil)  | Park                     | Spur- weite mm | Länge km | Gleis- bild | Sta- tio- nen | Antrieb            | von    | bis    | Betrieb durch              | Name der Bahn              | Bemerkungen                  |
| Aargau          | Aargau                   | Aargau         | Aargau   | Aargau      | Aargau        | Aargau             | Aargau | Aargau | Aargau                     | Aargau                     | Aargau                       |
| --------------- | ------------------------ | -------------- | -------- | ----------- | ------------- | ------------------ | ------ | ------ | -------------------------- | -------------------------- | ---------------------------- |
| Schinznach-Dorf | Baumschule Zulauf        | 600            |          |             |               | Dampf, Diesel      |        |        | Schinznacher Baumschulbahn | Schinznacher Baumschulbahn |                              |
| Bern            |                          |                |          |             |               |                    |        |        |                            |                            |                              |
| Studen          | Erlebniswelt Seeteufel   | 500            |          |             |               | Akku               |        |        | Erlebniswelt Seeteufel     |                            |                              |
| Köniz BE        | Spielpark Gurten         |                |          |             |               | Akku, Dampf        |        |        | Gurtenbahn                 |                            |                              |
| Luzern          |                          |                |          |             |               |                    |        |        |                            |                            |                              |
| Luzern          | Verkehrshaus der Schweiz | 240            |          |             |               |                    |        |        | Verkehrshaus               | Verkehrshaus               |                              |
| Sankt Gallen    |                          |                |          |             |               |                    |        |        |                            |                            |                              |
| Rapperswil      | Knies Kinderzoo          |                |          |             |               | Pferd              |        |        | Knies Kinderzoo            |                            | Rösslitram                   |
| Schaffhausen    |                          |                |          |             |               |                    |        |        |                            |                            |                              |
| Stein am Rhein  | Rheinufer                | 184 / 360      | 0,6      | Ballon      | 1             | Akku               | 1974   |        | Steiner Liliputbahn Verein | Steiner Liliputbahn        | Dreischienengleis            |
| Thurgau         |                          |                |          |             |               |                    |        |        |                            |                            |                              |
| Lipperswil      | Conny-Land               |                |          |             |               |                    |        |        |                            |                            | auch Luftseilbahn            |
| Zürich          |                          |                |          |             |               |                    |        |        |                            |                            |                              |
| Dielsdorf       | Sportanlage Erlen        | 300            |          |             |               | elektrisch, Diesel |        |        | privat, Parkbahn Erlen     |                            | auch mobile Anlage vorhanden |
| Rümlang         | Juchler Tobias Gartenbau | 600            | 2,0      |             |               | Diesel, Dampf      | 2006   |        | Juchler Tobias AG          | Parkbahn Letten            |                              |

### Dänemark
| Ort (Ortsteil) | Park     | Spur- weite mm | Länge km | Gleis- bild | Sta- tio- nen | Antrieb | von  | bis | Betrieb durch               | Name der Bahn  | Bemerkungen              |
| -------------- | -------- | -------------- | -------- | ----------- | ------------- | ------- | ---- | --- | --------------------------- | -------------- | ------------------------ |
| Billund        | Legoland |                |          |             |               |         | 1968 |     | Merlin Entertainments Group | LEGO® Tog      | Deutscher Name LEGO® Zug |
| Billund        | Legoland |                |          |             |               |         | 1968 |     | Merlin Entertainments Group | DUPLO® Express |                          |

### Großbritannien
| Ort (Ortsteil)                         | Park                                         | Spur- weite mm | Länge km | Gleis- bild | Sta- tio- nen | Antrieb               | von               | bis     | Betrieb durch                           | Name der Bahn                                                   | Bemerkungen |
| England                                | England                                      | England        | England  | England     | England       | England               | England           | England | England                                 | England                                                         | England |
| -------------------------------------- | -------------------------------------------- | -------------- | -------- | ----------- | ------------- | --------------------- | ----------------- | ------- | --------------------------------------- | --------------------------------------------------------------- | --- |
| Aylsham-Wroxham, Norfolk               |                                              | 381            | 14,5     |             |               | Dampf, Diesel         | 1880 7. Okt. 1990 | 1982    |                                         | Bure Valley Railway                                             | bvrw.co.uk |
| Blackpool, Lancashire                  | Pleasure Beach Blackpool                     | 530            |          |             |               | Diesel                | 1933              |         | Pleasure Beach Express                  |                                                                 | |
| Scarborough, North Yorkshire           | Peasholm Park – Scalby Mills                 | 508            | 1,4      |             |               | Diesel                | 23. Mai 1931      |         |                                         | North Bay Railway                                               | |
| Bressingham                            |                                              | 381            |          |             |               |                       |                   |         | Bressingham Gardens Railway             | Waveney Valley Railway                                          | bressingham.co.uk |
| Bressingham                            |                                              | 610            |          |             |               |                       |                   |         | Bressingham Gardens Railway             | Nursery Railway                                                 | bressingham.co.uk |
| Gateshead                              | New Metroland                                | 457            |          |             |               |                       |                   |         |                                         | Terrific Train                                                  | |
| Hythe Dymchurch New Romney Dungeness   |                                              | 381            | 23       |             |               | Dampf, Diesel, Benzin | 1927              |         | Romney, Hythe and Dymchurch Railway Co. | Romney, Hythe and Dymchurch Railway                             | verkehrt in keinem Park – trotz der kleinen Spurweite gilt die Bahn nach britischem Verkehrsrecht als normale Eisenbahn! rhdr.org.uk |
| Billing (Northamptonshire)             | Billing Aquadrome (Freizeitpark)             | 381            | 0,9      | Kreis       |               | Diesel                |                   |         |                                         | Willow Lake Miniature Train                                     | billingaquadrome.com, miniaturerailwayworld.co.uk                                                                                    |
| Kettering (Northamptonshire)           | Wicksteed Park (Freizeitpark)                | 610            |          |             |               |                       | 1931              |         |                                         | Wicksteed Park Railway                                          | |
| Retford, Nottinghamshire               | Sundown Adventure Land                       | 457            |          |             |               |                       |                   |         |                                         |                                                                 | |
| bei Dunstable, Whipsnade, Bedfordshire | Whipsnade Zoo                                | 762            | 3,2      | Kreis       | 1             | Dampf, Diesel         | 1970              |         |                                         | Great Whipsnade Railway, vormals Whipsnade and Umfolozi Railway | |
| bei Malton (England), North Yorkshire  | Flamingo Land (Freizeitpark)                 |                |          |             |               |                       |                   |         |                                         | Daktari Express                                                 | |
| Wales                                  |                                              |                |          |             |               |                       |                   |         |                                         |                                                                 | |
| Cardiff                                | Heath Park                                   | 457            |          |             |               | Dampf, Diesel, Akku   |                   |         |                                         | Heath Park Tramway                                              | auch 89, 127 und 184 mm cardiffmes.com                                                                                               |
| Fairbourne                             | Fairbourne Beach Road – Barmouth Fährstation | 311            | 3,2      | Strecke     | 6             | Dampf, Diesel         | 1916              |         |                                         | Fairbourne Railway fairbournerailway.com                        | North West Coast Light Railway Ltd; bis 1916 610 mm Pferdebahn, 1916 bis 1984 381 mm                                                 |
| Nordirland                             |                                              |                |          |             |               |                       |                   |         |                                         |                                                                 | |
| südlich von Dungannon im County Armagh |                                              | 914            | 1,5      | Kreis       | 1             |                       |                   |         |                                         | Peatlands Park Railway                                          | |

### Niederlande
| Ort (Ortsteil)    | Park                  | Spur- weite mm | Länge km | Gleis- bild | Sta- tio- nen | Antrieb        | von            | bis   | Betrieb durch                                             | Name der Bahn       | Bemerkungen                                                                |
| ----------------- | --------------------- | -------------- | -------- | ----------- | ------------- | -------------- | -------------- | ----- | --------------------------------------------------------- | ------------------- | -------------------------------------------------------------------------- |
| Amsterdam-Zuid    | Amstelpark            | 600            | 1,9      |             | 2 seit 1975 1 | Benzin/Porsche | 30. März 1972  |       | 1972 Henry Escher KG seit 1975 Oostendorp / van der Hulst | Amsteltrein         | kein Betrieb von 1973 bis 1974                                             |
| Barger-Compascuum | Veenpark              | 700            | 4,0      |             |               | Dampf, Diesel  | 1986           |       | Eerste Drentse vereniging van Stoomliefhebbers            |                     | zunächst als eigenständiger Verein, später als Arbeitsgruppe des Veenparks |
| Bennebroek        | Linnaeushof           | 600            |          | Kreis       | 1             | Diesel         | 1968 vorhanden |       |                                                           | Linnaeushof Express | Linnaeushof                                                                |
| Enschede          | Speelpark Hoge Boekel |                |          | Kreis       |               |                |                |       |                                                           |                     | Speelpark Hoge Boekel                                                      |
| Kaatsheuvel       | Efteling              | 600            | 3,0      |             |               | Dampf          | 1969           |       | Efteling Stoomtrein Maatschappij                          |                     |                                                                            |
| Assen             | Verkeerspark Assen    |                |          | Kreis       |               |                | 1957?          | 2014? |                                                           |                     | Verkeerspark Assen                                                         |

### Frankreich
| Ort (Ortsteil)                                              | Park                               | Spur- weite mm              | Länge km                    | Gleis- bild                 | Sta- tio- nen               | Antrieb                     | von                         | bis                         | Betrieb durch               | Name der Bahn                                        | Bemerkungen                          |
| Region Auvergne-Rhône-Alpes                                 | Region Auvergne-Rhône-Alpes        | Region Auvergne-Rhône-Alpes | Region Auvergne-Rhône-Alpes | Region Auvergne-Rhône-Alpes | Region Auvergne-Rhône-Alpes | Region Auvergne-Rhône-Alpes | Region Auvergne-Rhône-Alpes | Region Auvergne-Rhône-Alpes | Region Auvergne-Rhône-Alpes | Region Auvergne-Rhône-Alpes                          | Region Auvergne-Rhône-Alpes          |
| ----------------------------------------------------------- | ---------------------------------- | --------------------------- | --------------------------- | --------------------------- | --------------------------- | --------------------------- | --------------------------- | --------------------------- | --------------------------- | ---------------------------------------------------- | ------------------------------------ |
| Département Allier, Saint-Pourçain-sur-Besbre               | Le PAL (Freizeitpark)              |                             |                             |                             |                             |                             |                             |                             |                             | Le train des aventuriers                             | lepal.com                            |
| Département Rhône, Anse                                     | Anse pont -- Anse Plage            | 381                         | 2,5                         |                             |                             |                             | 1968                        |                             |                             |                                                      | cftanse.fr                           |
| Département Rhône, (bei Lyon), Sainte-Foy-l’Argentière      | Park                               |                             |                             |                             |                             |                             | Sep. 1996                   |                             |                             |                                                      | minitrain.ml.free.fr                 |
| Region Centre-Val de Loire                                  |                                    |                             |                             |                             |                             |                             |                             |                             |                             |                                                      |                                      |
| Département Loiret, Orléans                                 | Parc Floral                        | 600                         | 1,9                         |                             | 2                           | Diesel                      | April 1967                  |                             |                             | Petit train du Parc Floral                           | www.parcfloraldelasource.com/…/train |
| Region Île-de-France                                        |                                    |                             |                             |                             |                             |                             |                             |                             |                             |                                                      |                                      |
| Département Paris, Paris-Passy                              | Bois de Boulogne                   | 500                         | 0,8                         |                             |                             |                             | 1878                        |                             |                             | Le Petit Train du Jardin d’Acclimatation             |                                      |
| Département Essonne, Fleury-Mérogis, (Bondoufle, Ris, Évry) | Parc de Saint-Eutrope              | 600                         | 4                           |                             |                             |                             | 1977                        |                             |                             | Petit train de Saint-Eutrope                         | fr.topic-topos.com                   |
| Département Essonne, Vigneux-sur-Seine                      | Île de Loisirs du Port aux Cerises | 600                         | 2,3                         |                             |                             |                             | 1985                        |                             |                             | Parkeisenbahn der Île de Loisirs du Port aux Cerises |                                      |
| Département Hauts-de-Seine, Villeneuve-la-Garenne           | 46 Avenue Georges Pompidou         | 600                         | 5,5                         |                             |                             |                             | 1981                        |                             |                             | Chemin de Fer des Chanteraines                       | cfchanteraines.fr                    |
| Region Normandie                                            |                                    |                             |                             |                             |                             |                             |                             |                             |                             |                                                      |                                      |
| Département Calvados, Le Breuil-en-Auge                     |                                    |                             |                             |                             |                             | Dampf                       |                             |                             |                             |                                                      | ouest-france.fr                      |
| Département Calvados, Clécy                                 |                                    |                             |                             |                             |                             |                             |                             |                             |                             |                                                      |                                      |
| Département Ille-et-Vilaine, Lanhélin                       |                                    |                             |                             |                             |                             |                             |                             |                             |                             | Le Train de Cobby (im Cobac Parc)                    | cobac-parc.com                       |
| Département Manche, Saint-Lô                                |                                    | 191                         |                             |                             |                             |                             |                             |                             |                             | Mini Train de Marais                                 | minitraindesmarais.free.fr           |
| Region Nouvelle-Aquitaine                                   |                                    |                             |                             |                             |                             |                             |                             |                             |                             |                                                      |                                      |
| Département Pyrénées-Atlantiques, Laruns                    |                                    | 500                         | 10                          |                             |                             | Diesel                      |                             |                             |                             | Petit train d’Artouste                               | altiservice.com                      |
| Region Okzitanien                                           |                                    |                             |                             |                             |                             |                             |                             |                             |                             |                                                      |                                      |
| Département Tarn, Saint-Sulpice-la-Pointe                   |                                    | 500                         | 3,5                         |                             | 2                           |                             |                             |                             |                             | Chemin de Fer Touristique du Tarn                    | 1925-31: 600 mm minitrain.ml.free.fr |

### Spanien
| Ort (Ortsteil)      | Park                                         | Spur- weite mm | Länge km | Gleis- bild | Sta- tio- nen | Antrieb | von  | bis | Betrieb durch | Name der Bahn | Bemerkungen |
| ------------------- | -------------------------------------------- | -------------- | -------- | ----------- | ------------- | ------- | ---- | --- | ------------- | ------------- | ----------- |
| Marratxí / Mallorca | Parc Ferroviari i Museu de les Illes Balears | 127 und 184    | etwa 1,1 |             |               |         | 2019 |     |               |               |             |

### Östliche EU-Länder
| Ort (Ortsteil)           | Park                                                      | Spur- weite mm | Länge km    | Gleis- bild | Sta- tio- nen | Antrieb         | von                         | bis            | Betrieb durch     | Name der Bahn                         | Bemerkungen                                                                                   |
| Estland                  | Estland                                                   | Estland        | Estland     | Estland     | Estland       | Estland         | Estland                     | Estland        | Estland           | Estland                               | Estland                                                                                       |
| ------------------------ | --------------------------------------------------------- | -------------- | ----------- | ----------- | ------------- | --------------- | --------------------------- | -------------- | ----------------- | ------------------------------------- | --------------------------------------------------------------------------------------------- |
| Kohtla-Järve             |                                                           |                |             |             |               |                 |                             |                |                   |                                       |                                                                                               |
| Vääna-Jõesuu             |                                                           |                | zuletzt 0,1 |             |               |                 | 1974                        | 1998           |                   | Vääna-Jõesuu lasteraudtee             | zuletzt Eisenbahnmuseum Lavassaare                                                            |
| Lettland                 |                                                           |                |             |             |               |                 |                             |                |                   |                                       |                                                                                               |
| Riga                     |                                                           |                |             |             |               |                 | 1956                        | 1997           |                   |                                       |                                                                                               |
| Litauen                  |                                                           |                |             |             |               |                 |                             |                |                   |                                       |                                                                                               |
| Anykščiai                |                                                           |                |             |             |               |                 | 1988                        |                |                   |                                       |                                                                                               |
| Ignalina                 |                                                           |                |             |             |               |                 |                             |                |                   |                                       |                                                                                               |
| Vilnius                  |                                                           |                |             |             |               |                 | 1946                        | ca. 1989       |                   |                                       |                                                                                               |
| Polen                    |                                                           |                |             |             |               |                 |                             |                |                   |                                       |                                                                                               |
| Bromberg                 | Kulturpark Leśny, Strecke: Las Gdański-Myślęcinek-Zacisze | 600            | 3,5         |             |               | Diesel          | 1996                        | 8. Sep. 2011   |                   | Myślęcińska Kolej Parkowa             | nach einem Brand am 8. September 2011 stillgelegt.                                            |
| Chorzów                  | Schlesischer Kultur- und Erholungspark                    | 900            | 4,2         |             |               | Diesel          | 1957                        | Sep. 2011      |                   | Kultur- und Erholungsparkbahn         | bis 1965 Spurweite 1000 mm                                                                    |
| Cichowo                  | Kreis Kościan, Schlosspark, Gut                           | 241            | 0,9         |             |               | Dampf, Benzin   | 2. Juni 2007                | 22. Aug. 2011  |                   | Liliputbahn Cichowo                   | z. T. 127 und 144 mm                                                                          |
| Nowe Warpno              |                                                           | 750            |             |             |               |                 | 1952                        | 1964           |                   |                                       | stillgelegt                                                                                   |
| Ostrowo                  | Kulturpark                                                | 600            | 1,6         |             |               | Diesel          | 1972                        | 2006           |                   |                                       | stillgelegt                                                                                   |
| Posen Anlage 1           |                                                           | 600            | 1,5         |             |               | Diesel          | 1956                        | 1971           |                   | Parkeisenbahn Posen                   |                                                                                               |
| Posen Anlage 2, Maltanka |                                                           | 600            | 3,85        |             |               | Diesel Dampf    | 1972                        |                |                   | Parkeisenbahn Posen                   |                                                                                               |
| Slowakei                 |                                                           |                |             |             |               |                 |                             |                |                   |                                       |                                                                                               |
| Košice                   |                                                           | 1000           | 4,2         |             |               | Dampf           | 1955                        |                |                   |                                       | Diesel ab 1961                                                                                |
| Rumänien                 |                                                           |                |             |             |               |                 |                             |                |                   |                                       |                                                                                               |
| Cluj-Napoca              | Park der Eisenbahner                                      | 760            | 0,7         | Kreis       |               | Diesel          |                             |                |                   |                                       | in „Der Stadt der Kinder“, frühestens ab 1960, nach 1989 noch in Betrieb, heute außer Betrieb |
| Constanța                | Park Tăbăcărie                                            |                | 4,5         | Kreis       |               |                 |                             |                |                   |                                       | abgebaut                                                                                      |
| Craiova                  |                                                           |                |             |             |               |                 | 1956                        |                |                   |                                       |                                                                                               |
| Satu Mare                | Grădina Romei                                             |                |             |             |               |                 |                             |                |                   |                                       | außer Betrieb                                                                                 |
| Târgu Mureș              | Platoul Cornești                                          |                | 1,0         |             |               |                 |                             |                |                   |                                       | in Betrieb                                                                                    |
| Ungarn                   |                                                           |                |             |             |               |                 |                             |                |                   |                                       |                                                                                               |
| Budapest                 | Parkwald Budaer Berge                                     | 760            | 11,2        | Strecke     | 9             | Dampf Diesel    | 1948                        |                | MÁV               | Kindereisenbahn Budapest              |                                                                                               |
| Tiszakécske              | Theißufer                                                 | 760            | 1,2; 1,6    | Strecke     | 5             | Diesel          | 20. Aug. 1971; 1. Okt. 2021 | 2009           | Stadt Tiszakécske | Schmalspurbahn Tiszakécske            | wieder in Betrieb, verlängert                                                                 |
| Debrecen                 | Vidámpark                                                 | 760            | 1,1         | Ballon      |               | Diesel          | 1960                        |                |                   | Kindereisenbahn Debrecen              | Debreceni Vidámpark Kisvasútja                                                                |
| Dunaújváros              | Vidámpark                                                 | 760            | 1,7         | Ballon      |               | Dampf Diesel    | 1958                        | 1976           |                   | Pioniereisenbahn Dunaújváros          | bis 1962 Spurweite 600 mm                                                                     |
| Pécs                     | Vidámpark                                                 | 760            | 0,6         | Strecke     |               | Diesel          | 1962                        |                |                   | Kindereisenbahn Pécs                  | Mecseki Kisvasút                                                                              |
| Nagycenk                 | zwischen Fertőboz und dem Schloss Széchenyi in Nagycenk   | 760            | 3,6         | Strecke     | 5             | Dampf Diesel    | 1972                        |                | GySEV             | Széchenyi-Museumsbahn Nagycenk        |                                                                                               |
| Gödöllő                  | Erzherzog Joseph Arboretum                                | 600            | 0,5         | Strecke     |               | Diesel Batterie | 1. August 2020              | 1. August 2023 |                   | Gödöllői Kisvasút                     | Eröffnungsfeier 2. Juni 2018, ab da inoffizieller Betrieb bis 2020                            |
| Slowenien                |                                                           |                |             |             |               |                 |                             |                |                   |                                       |                                                                                               |
| Ljubljana                | (Rožna dolina, Koseze und Podutik)                        | 760            | 3,819       |             |               |                 | 1948                        | März 1954      |                   |                                       |                                                                                               |
| Bulgarien                |                                                           |                |             |             |               |                 |                             |                |                   |                                       |                                                                                               |
| Kardschali               | Otdih I kultura (Stadtpark)                               |                | 1,219       |             |               | Dampf Diesel    | 30. Sep. 1962               |                |                   |                                       |                                                                                               |
| Plovdiv                  | Mladejki                                                  | 600            | 0,965       | Strecke     | 3             | Akku            | 23. Sep. 1979               |                |                   | Kindereisenbahn Plowdiw Zname Na Mira |                                                                                               |

### Russland, Belarus, Ukraine
| Ort (Ortsteil)              | Park                                           | Spur- weite mm | Länge km | Gleis- bild | Sta- tio- nen | Antrieb       | von           | bis       | Betrieb durch | Name der Bahn                          | Bemerkungen |
| Russland                    | Russland                                       | Russland       | Russland | Russland    | Russland      | Russland      | Russland      | Russland  | Russland      | Russland                               | Russland |
| --------------------------- | ---------------------------------------------- | -------------- | -------- | ----------- | ------------- | ------------- | ------------- | --------- | ------------- | -------------------------------------- | --- |
| Abakan                      | Botanischer Garten                             | 750            | 4,4      | Kreis       | 1             |               | –             | –         |               |                                        | nie eröffnet, Baubeginn 1974, Fertigstellung Strecke 1992, Privatisierung des Parks 2001                                                 |
| Chabarowsk                  |                                                | 750            | 2,5      | Strecke     | 4             | Diesel        | 19. Mai 1958  |           |               | Fernost-Kindereisenbahn                | |
| Grosny                      |                                                | 750            | 8        | Strecke     | 2             | Dampf         | –             | –         |               |                                        | 1981 parallel zu einer neuen Industriebahn aufgebaut, nie in Betrieb. Die Dampflok vom Typ GR-269 befindet sich in einem Eisenbahnmuseum |
| Irkutsk                     |                                                | 750            | 3,25     | Ballon      | 3             | Diesel        | 8. Nov. 1939  |           |               | Ostsibirische Kindereisenbahn          | |
| Jaroslawl                   | Tveritskaya a Wolgaufer                        | 750            | 6        | Strecke     | 3             | Dampf         | Mai 1946      | 1957      |               |                                        | Betrieb mit zwei erbeuteten Heresfeldbahnloks; wegen Stausee abgebaut                                                                    |
| Jaroslawl                   | Haus der Kultur und Technik der Eisenbahn      | 840            | 0,25     | Kreis       | 1             |               | 1991          | Mai 2011  |               |                                        | 1957–1970 außer Betrieb |
| Jaroslawl                   |                                                | 750            | 5,7      | Strecke     | 5             | Diesel        | 17. Apr. 1970 |           |               |                                        | 2008 Erweiterung um 2,3 km und 2 Stationen                                                                                               |
| Jekaterinburg               |                                                | 750            | 2,41     | Ballon      | 4             |               | 9. Juli 1960  |           |               | Kindereisenbahn Swerdlowsk             | |
| Juschno-Sachalinsk          |                                                | 750            | 2,2      | Ring        | 2             | Diesel        | 6. Juni 1954  |           |               | Kindereisenbahn Juschno-Sachalinsk     | |
| Kasan                       | Waldpark „Lebyazhe“                            | 750            | 4,3      |             |               | Diesel        | 30. Aug. 2007 |           | RŽD           |                                        | |
| Kemerowo                    |                                                | 750            | 3,8      | Strecke     | 2             | Diesel        | 12. Okt. 2007 |           |               |                                        | Diesel-Lok TU7A als Pseudo-Dampflok |
| Krasnojarsk                 | Erholungspark Gorki                            | 508            | 1,1      | Strecke     | 2             | Dampf, Diesel | 1936          |           |               |                                        | Bis 1961 auf 305 mm (12 Zoll) |
| Kratowo (Oblast Moskau)     |                                                | 750            | 4,962    | Strecke     | 2             | Diesel        | 1937          |           | RŽD           | Kindereisenbahn Kratowo                | Bis 1972 auch Dampf |
| Kurgan                      |                                                | 750            | 1,5      | Strecke     | 2             |               | 13. Aug. 1989 |           |               |                                        | |
| Liski                       |                                                | 750            | 1,6      | Kreis       | 1             | Diesel        | 1989          |           |               |                                        | Ganzjähriger Betrieb |
| Moskau                      | Detgorodke (Gorki) Park                        |                | 0,528    | Strecke     | 2             |               | 1932          | 1933      |               |                                        | 1939 wurde eine weitere Anlage projektiert (nie gebaut)                                                                                  |
| Nischni Nowgorod            |                                                | 750            | 4,1      | Strecke     | 3             | Dampf, Diesel | 1939          |           | RŽD           | Gorki-Kindereisenbahn Nischni Nowgorod | Bis 1969 9,1 km Länge bei 4 Stationen |
| Nowomoskowsk                |                                                | 750            | 2,3      | Kreis       | 3             | Diesel        | 21. Dez. 1953 |           | RŽD           |                                        | |
| Nowosibirsk                 | Zael'tsovsky Park                              | 750            | 5,3      | Strecke     | 5             | Diesel        | 4. Juni 2005  |           | RŽD           | Kleine Westsibirische Eisenbahn        | Website der Bahn; Drei Diesel-Loks TU7A als Pseudo-Dampfloks                                                                             |
| Orenburg                    |                                                | 750            | 5,8      | Strecke     | 5             | Diesel        | 26. Juli 1953 |           |               | Orenburger Kindereisenbahn             | |
| Pensa                       |                                                | 750            | 2,5      | Ballon      | 2             | Diesel        | 4. Aug. 1985  |           |               |                                        | |
| Rostow am Don               | Park Nikolai Ostrowski                         | 750            | 4        | Kreis       | 3             | Diesel        | 1940          |           |               |                                        | 1947–1949 Dreischienengleis 1524/750 mm auf einem Teilstück                                                                              |
| Sankt Petersburg            |                                                | 750            | 10,5     | Strecke     | 2             | Diesel        | 27. Aug. 1948 |           |               | Kleine Oktoberbahn                     | 1999–2002 4 km langer Abschnitt 1524/750 mm                                                                                              |
| Schachty                    |                                                | 1200           | 1        | Ring        | 1             | Oberleitung   | 23. Aug. 1935 | unbekannt |               |                                        | |
| Swobodny (Oblast Amur)      |                                                | 750            | 11,6     | Strecke     | 4             | Diesel        | 4. Aug. 1940  |           |               |                                        | |
| Tjumen                      | 20 km vor Tjumen, am Andrejewsko See           | 750            | 3,82     | Strecke     | 2             | Diesel        | 3. Aug. 1969  |           |               |                                        | |
| Tscheljabinsk               | Shershnevskoye PKiO                            | 750            | 5,7      | Strecke     | 5             | Diesel        | 31. Aug. 1949 |           |               |                                        | |
| Tschita                     |                                                | 750            | 6,1      | Strecke     | 4             | Diesel        | 2. Sep. 1971  |           |               |                                        | |
| Ufa                         |                                                | 750            | 1,8      | Kreis       | 2             | Diesel        | 10. Mai 1953  |           |               |                                        | Eine ehemalige Lok steht als Denkmal an der Eisenbahnuniversität in Samara                                                               |
| Uschur (Region Krasnojarsk) |                                                |                | 0,6      | Strecke     | 2             | Elektrisch    | 1951          | ca. 1969  |               |                                        | |
| Wladikawkas                 |                                                | 750            | 2,37     | Kreis       | 3             | Diesel        | 2. Mai 1968   |           | RŽD           |                                        | |
| Wolgograd                   |                                                | 600            | 3,15     | Strecke     | 2             | Dampf         | 2. Mai 1948   | 1960      |               |                                        | aus Kriegsbeute der Schlacht um Stalingrad aufgebaut und anfänglich mit zwei Heeresfeldbahnloks betrieben. 1960 auf 750 mm umgespurt     |
| Wolgograd                   |                                                | 750            | 3,15     | Strecke     | 2             | Diesel        | 1960          | 1979      |               |                                        | 1979 im Zuge einer Wolgaregulierung abgebaut                                                                                             |
| Wolgograd                   |                                                | 750            | 1,2      | Strecke     | 3             | Diesel        | 1979          |           |               |                                        | Neuaufbau mit Material der vorhergehenden Bahn                                                                                           |
| Ukraine                     |                                                |                |          |             |               |               |               |           |               |                                        | |
| Altschewsk (Oblast Lugansk) |                                                |                |          |             |               |               | 1968          | ca. 1989  |               |                                        | (1961–1991: Kommunarsk) |
| Charkiw                     |                                                |                |          |             |               |               | 1940          |           |               |                                        | |
| Dnipropetrowsk              |                                                |                |          |             |               |               | 1936          |           |               |                                        | |
| Donezk                      |                                                | 750            | 2,9      |             |               |               | 1972          |           |               | Kindereisenbahn Donezk                 | |
| Jalta                       |                                                |                |          |             |               |               | 2008 existent |           |               |                                        | |
| Jewpatorija                 |                                                |                |          |             |               |               | 1988          | 1991      |               |                                        | |
| Kertsch                     |                                                |                |          |             |               |               |               |           |               |                                        | |
| Kiew                        | Erholungspark „Syretsky“                       | 750            | 2,8      | Kreis       | 3             | Dampf, Diesel | 2. Aug. 1953  |           |               | Kindereisenbahn Kiew                   | bis 1960 Ballon |
| Konotop                     |                                                |                |          |             |               |               |               |           |               |                                        | |
| Krywyj Rih                  |                                                |                |          |             |               |               |               |           |               |                                        | |
| Luzk                        |                                                |                |          |             |               |               | 1954          |           |               |                                        | |
| Lwiw                        |                                                |                |          |             |               |               | 1951          |           |               |                                        | |
| Melitopol                   |                                                |                |          |             |               |               | 1937          | 1941      |               |                                        | |
| Makijiwka (Oblast Donezk)   |                                                |                |          |             |               |               | 1972          | 2002      |               |                                        | |
| Odessa                      |                                                |                |          |             |               |               |               |           |               |                                        | |
| Rivne                       |                                                |                |          |             |               |               | 1949          |           |               |                                        | |
| Saporischschja              |                                                |                |          |             |               |               | 1972          |           |               |                                        | |
| Užhorod                     |                                                | 750            | 1,1      | Strecke     | 2             | Diesel        | 1947          | 2008      |               |                                        | 2016 reaktiviert |
| Winnyzja                    |                                                |                |          |             |               |               |               |           |               |                                        | |
| Belarus                     |                                                |                |          |             |               |               |               |           |               |                                        | |
| Homel                       |                                                | 750            | 0,5      | Strecke     | 2             | Dampf         | Aug. 1936     | 1941      |               |                                        | geplant war ein Ausbau auf 4 km Streckenlänge (durch den Krieg verhindert); kein Wiederaufbau                                            |
| Minsk                       | Saslonovo (vor 1971: Kulturpark) – Sosnovy Bor | 750            | 4,5      | Knochen     | 3             | Dampf, Diesel | 9. Juli 1955  |           |               | Saslonow-Kindereisenbahn               | |

### Griechenland
In Athen bestehen Gleisanlagen einer derzeit nicht in Betrieb befindlichen Parkeisenbahn im Umweltpark „Antonis Tritsis“.

## Asien

### China
1. Harbin, Nangang District, No. 295, Gogol Avenue, Children’s Park, eröffnet am 1. Juni 1956 (Memento vom 2. Januar 2011 im Internet Archive)
2. Hongkong, Hong Kong Disneyland, Hong Kong Disneyland Railroad, 914 mm, Länge: 1,5 km

### Indien
1. Gujarat, Ahmedabad, Maninagar Distrikt, Kankaria-See, Atal Express, Spurweite 610 mm, 4,5 km Länge
2. Gujarat, Vadodara, Garten „Sayaji Baug“, 250 mm Bahn, 3,5 km Länge
3. Telangana, Hyderabad, Nehru Zoological Park, batteriebetriebene Bahn newindianexpress.com
4. Uttar Pradesh, Lakhnau, Lucknow Zoo, Toy train, ab 1969
5. Bihar, Patna, nähe Bailey Road बेली रोड, Sanjay Gandhi Biological Park (oder Patna Zoo) telegraphindia.com
6. Pondicherry, Botanischer Garten, travel.cnn.com

### Japan
| Ort (Ortsteil)                    | Park                                   | Spur- weite mm | Länge km | Gleis- bild | Sta- tio- nen | Antrieb       | von  | bis | Betrieb durch | Name der Bahn                     | Bemerkungen                                  |
| --------------------------------- | -------------------------------------- | -------------- | -------- | ----------- | ------------- | ------------- | ---- | --- | ------------- | --------------------------------- | -------------------------------------------- |
| Narita                            | Narita Dream Dairy Farm (成田ゆめ牧場) | 610            | 0,5      | Kreis       | 1             | Dampf         |      |     |               | Narita-Yume-Bokujo-Schmalspurbahn |                                              |
| Tokio, Urayasu                    | Tokyo Disneyland                       | 762            | 1,6      | Kreis       | 1             | Dampf         | 1983 |     |               | Western River Railroad            |                                              |
| Präfektur Kanagawa, Matsuda       | Matsudayama Herb Garden                |                |          |             |               |               |      |     |               |                                   |                                              |
| Präfektur Osaka, Landkreis Toyono |                                        | 381            | 0,130    |             |               | elektrisch    |      |     |               | Sakuradani Keiben Tetsudō         |                                              |
| Izu (Shizuoka)                    | Niji-no-sato                           | 381            | 1,2      |             |               | Dampf, Diesel |      |     |               | Shuzenji Romney Railway           | Beschreibung der Fahrzeuge, Parkbeschreibung |

### Kaukasus
| Ort (Ortsteil) | Park     | Spur- weite mm | Länge km | Gleis- bild | Sta- tio- nen | Antrieb  | von      | bis      | Betrieb durch | Name der Bahn                 | Bemerkungen |
| Armenien       | Armenien | Armenien       | Armenien | Armenien    | Armenien      | Armenien | Armenien | Armenien | Armenien      | Armenien                      | Armenien    |
| -------------- | -------- | -------------- | -------- | ----------- | ------------- | -------- | -------- | -------- | ------------- | ----------------------------- | ----------- |
| Jerewan        |          | 750            | 2,1      |             |               |          | 1937     |          |               | Kindereisenbahn Jerewan       |             |
| Gjumri         |          |                |          |             |               |          |          |          |               | Leninakan-Kindereisenbahn     |             |
| Aserbaidschan  |          |                |          |             |               |          |          |          |               |                               |             |
| Baku           |          |                |          |             |               |          | 1947     |          |               | Kindereisenbahn Baku          |             |
| Nachitschewan  |          |                |          |             |               |          |          |          |               | Kindereisenbahn Nachitschewan |             |
| Georgien       |          |                |          |             |               |          |          |          |               |                               |             |
| Chaschuri      |          |                |          |             |               |          | 1987     |          |               | Kindereisenbahn Chaschuri     |             |
| Poti           |          |                |          |             |               |          |          |          |               | Kindereisenbahn Poti          |             |
| Rustawi        |          |                |          |             |               |          | 1987     |          |               | Kindereisenbahn Rustawi       |             |
| Tiflis         |          |                |          |             |               |          | 1935     |          |               | Kindereisenbahn Tiflis        |             |

### Philippinen
- Muntinlupa City, Alabang, Festival Mall, „Junction Express Railroad“, 406 mm, arizonaandpacificrr.com

### Thailand
- Bangkok, Parkeisenbahn Siam Park City, 610 mm

### Türkei
- Ankara im Gençlik Parkı, 1943 bis 1970er

### Zentralasien
| Ort (Ortsteil)         | Lage/Park Adresse               | Spur- weite [mm] | Länge [km] | Gleis- bild | Sta- tionen | Antrieb    | von         | bis        | Betrieb durch | Name der Bahn             | Bemerkungen                                        |
| Kasachstan             | Kasachstan                      | Kasachstan       | Kasachstan | Kasachstan  | Kasachstan  | Kasachstan | Kasachstan  | Kasachstan | Kasachstan    | Kasachstan                | Kasachstan                                         |
| ---------------------- | ------------------------------- | ---------------- | ---------- | ----------- | ----------- | ---------- | ----------- | ---------- | ------------- | ------------------------- | -------------------------------------------------- |
| Almaty                 |                                 |                  |            |             |             |            | 1952        | 1997       |               | Kindereisenbahn Alma-Ata  | Seit 2006 wieder als Kinder-Attraktion in Betrieb. |
| Aqtöbe                 |                                 |                  |            |             |             |            |             |            |               |                           |                                                    |
| Arqalyq                |                                 |                  |            |             |             |            |             |            |               |                           |                                                    |
| Astana                 |                                 |                  |            |             |             |            | 1946        | 2002       |               |                           |                                                    |
| Atbassar               |                                 |                  |            |             |             |            | 1979        | 199x       |               |                           |                                                    |
| Ekibastus              |                                 |                  |            |             |             |            |             |            |               |                           |                                                    |
| Kökschetau             |                                 |                  |            |             |             |            |             |            |               |                           |                                                    |
| Pawlodar               |                                 |                  |            |             |             |            | 1979        |            |               |                           |                                                    |
| Qostanai               |                                 |                  |            |             |             |            | 1978        | 2000       |               |                           |                                                    |
| Qaraghandy (Karaganda) | Komsomol-Park, Michurin Str. 3а | 750              | 5,1        | Ballon      | 2           | Diesel     | 1. Mai 1957 |            | früher RŽD    | Kindereisenbahn Karaganda |                                                    |
| Schymkent              |                                 |                  |            |             |             |            | 1980        |            |               | Kindereisenbahn Schymkent |                                                    |
| Schesqasghan           |                                 |                  |            |             |             |            | 1980        | 198x       |               |                           |                                                    |
| Schtschutschinsk       |                                 |                  |            |             |             |            | 1979        | 199x       |               |                           |                                                    |
| Semei                  |                                 |                  |            |             |             |            |             |            |               |                           |                                                    |
| Turkmenistan           |                                 |                  |            |             |             |            |             |            |               |                           |                                                    |
| Aşgabat                |                                 |                  |            |             |             |            | 1940        | 194x       |               |                           |                                                    |
| Aşgabat                |                                 |                  |            |             |             |            | 1987        |            |               |                           |                                                    |
| Usbekistan             |                                 |                  |            |             |             |            |             |            |               |                           |                                                    |
| Qoʻqon                 |                                 |                  |            |             |             |            | 1958        |            |               |                           |                                                    |
| Taschkent              |                                 |                  |            |             |             |            | 1940        |            |               |                           |                                                    |
| Jizzax                 |                                 |                  |            |             |             |            |             |            |               |                           |                                                    |

## Afrika

### Algerien
In Algier bestehen Gleisanlagen einer nicht mehr in Betrieb befindlichen Parkeisenbahn im Park von Ben Aknoun.

## Amerika

### Argentinien
1. Buenos Aires, Parque Avellaneda, Parque Avellaneda (Park), „Tren Histórico del Parque Avellaneda“, 1,3 km Länge, seit 1936
2. Mendoza Ferrocarril Liliputiense del Parque

### Costa Rica
1. Nuevo Arenal, Pequeña Helvetica (Kleine Schweiz), „Tren Turistico Arenal“, 600 mm, 3,5 km Länge[12][13]

### Kanada
(Provinz, Stadt, weitere Informationen)
1. Alberta, Edmonton, Storyland Valley Zoo, 406 mm, 0,55 km Länge, seit 2014 außer Betrieb arizonaandpacificrr.com
2. British Columbia, Surrey, Bear Creek Park, „Bear Creek Park Train“, 381 mm, bctrains.com
3. New Brunswick, Woodstock, „Island Park Railway“, 419 mm (16 1/2 in)[14]
4. Ontario, London, Springbank Park, „Springbank Express“, 381 mm, 1920–1921, 1923–? cec.chebucto.org
5. Ontario, Peterborough, Peterborough Zoo

### Peru
1. Lima, Stadtteil Sucro, Parque de la Amistad, 500 mm

### USA
(Bundesstaat, Stadt, weitere Informationen)
1. Alabama, Birmingham, Birmingham Zoo, Birmingham Zoo Express, 406 mm, 1,26 km Länge, 1957–1975
2. Alabama, Birmingham, Birmingham Zoo, Birmingham Zoo Express, 610 mm, 1,26 km Länge, seit 1976
3. Alabama, Birmingham, West End (Birmingham), [Alabama State Fairgrounds], Kiddieland, „Little Southerner“, 0,8 km Länge, (Mai 1948–? bhamwiki.com)
4. Alabama, Gadsden, Noccalula Falls Park, „Kiwanis Special“, seit 1978
5. Alabama, Montgomery, Montgomery Zoo
6. Arizona, Anthem, community park Daisy Mountain Railroad, 610 mm, 0,84 km Länge, seit 2000 arizonaandpacificrr.com
7. Arizona, Camp Verde, Flagstaff and Middle Verde Railroad, 406 mm, km Länge, existent 1988, 2002 arizonaandpacificrr.com
8. Arizona, Chandler, Desert Breeze Park Railroad, 610 mm, 1,0 km Länge desertbreezerr.com
9. Arizona, Gila River, Rawhide Express, 610 mm, seit 2006? arizonaandpacificrr.com
10. Arizona, Gilbert, Freestone Park Railroad, 381 mm, 0,8 km Länge, 1992–1998 arizonaandpacificrr.com
11. Arizona, Gilbert, Freestone Park Railroad, 406 mm, 1,0 km Länge, seit 04-10-2003 arizonaandpacificrr.com
12. Arizona, Litchfield Park, Wildlife World Zoo, Wildlife World Zoo Railroad, 406 mm, 1,0 km Länge, seit etwa 1997, arizonaandpacificrr.com
13. Arizona, Peoria, Arizona & Pacific Railroad, 406 mm Bahn, 0,2 km Länge arizonaandpacificrr.com
14. Arizona, Phoenix, R&G Ranch Arizona Republic Railroad, 0,25 km Länge, 1961–? arizonaandpacificrr.com
15. Arizona, Phoenix, 1202 W. Encanto Boulevard, Encanto Park Miniature Train Company, 0,8 km Länge, 1951–1986 arizonaandpacificrr.com
16. Arizona, Phoenix, 1202 W. Encanto Boulevard, Encanto Park Enchanted Island Express, 610 mm, seit? arizonaandpacificrr.com
17. Arizona, Queen Creek, Schnepf Farms Railroad, 406 mm, arizonaandpacificrr.com
18. Arizona, Safford, Discovery Park Railroad, 610 mm, 3,1 km Länge, 1998–2006, arizonaandpacificrr.com
19. Arizona, Scottsdale, 7301 E. Indian Bend Rd, McCormick-Stillman Railroad Park, Paradise and Pacific Railroad, 381 mm, 1,2 km Länge, seit 1975, und 191 mm Bahn, außerdem ist es ein Eisenbahnmuseum
20. Arizona, Tucson, Old Tucson Studios Miniature Railroad, 610 mm, arizonaandpacificrr.com
21. Arizona, Tucson, Trail Dust Town Railroad, 610 mm, seit Juli 1996, arizonaandpacificrr.com
22. Arizona, Tucson, 11300 S. Houghton Road, Pima Country Fairgrounds Pima County Railroad, 406 mm, 0,78 km Länge, nicht existent 2014, arizonaandpacificrr.com
23. Arkansas, Little Rock, Little Rock Zoo
24. Colorado, Cañon City, Royal Gorge
25. Colorado, Morrison, 6249 South Turkey Creek Road Tiny Town 381 mm
26. Colorado, Denver, Denver Zoo, photos.blacktie-colorado.com
27. Florida, Bay Lake, Disney’s Animal Kingdom, Wildlife Express Train, 1016 mm, seit 22. April 1998
28. Florida, Jacksonville, Jacksonville Zoo and Gardens, seit 29. April 1956, Map
29. Florida, Lake Buena Vista, Disney's Fort Wilderness Resort and Campground, Fort Wilderness Railroad, 762 mm, 1973–1983?
30. Florida, Melbourne, Brevard Zoo
31. Florida, Orlando, Gatorland, 610 mm
32. Florida, Sanford, Central Florida Zoo and Botanical Gardens, „Little Florida Coast Line“, 406 mm, 1,6 km Länge, centralfloridazoo.org
33. Florida, Tampa, Busch Gardens Tampa, 914 mm
34. Georgia, Atlanta, Zoo Atlanta
35. Illinois, westlich von Chicago, Melrose Park im Kiddieland Amusement Park (bis 2009)
36. Illinois, Chicago, Lincoln Park Zoo
37. Illinois, Coal Valley, Illinois, Niabi Zoo 2012 existent
38. Illinois, Flora, Illinois, Charley Brown Park, Little Toot Railroad Company 381 mm
39. Illinois, Waterman, Illinois, Waterman’s Lions Community Park, Waterman and Western Railroad 381 mm petestrain.com
40. Indiana, östlich von Chicago bei New Buffalo, Michigan (aber in Indiana gelegen), Hesston Steam Museum, auch Gartenbahn
41. Illinois, Greenville, 1395 Museum Ave, American Farm Heritage Museum, „American Heritage Railroad“, 381 mm, americanfarmheritagemuseum.com
42. Indiana, Fort Wayne, Fort Wayne Children’s Zoo, 2009 und 2011 existent
43. Indiana, Indianapolis, Indianapolis Zoo
44. Indiana, La Porte, Poco Loco Railroad
45. Iowa, Des Moines, Blank Park Zoo
46. Iowa, Iowa City, „Drollinger#s Rides“, 381 mm, uni.edu (PDF; 367 kB)
47. Kalifornien, Anaheim, Disneyland Resort, 1. Disneyland Viewliner, 762 mm 26. Juni 1957 – 15. September 1958
48. Kalifornien, Anaheim, Disneyland Resort, 2. Mine Train Through Nature’s Wonderland, 762 mm, 1956–1977
49. Kalifornien, bei Berkeley, Tilden Regional Park, Redwood Valley Railway, 381 mm
50. Kalifornien, Emerald Lake Hills, Emerald Hills Railway, 305 mm amsmrp.com
51. Kalifornien, Folsom, Folsom Valley Railway, 305 mm[15]
52. Kalifornien, Hayward, Kennedy Park, 610 mm
53. Kalifornien, Joshua Tree, 381 mm, jtsrr.org
54. Kalifornien, Long Beach, „Long Beach and Asbury Park Railway“, 368 mm, Länge: ?, bis 21. August 1903
55. Kalifornien, Los Angeles, Eastlake Park Scenic Railway, 457 mm, 1 km Länge, 1904–1905
56. Kalifornien, Los Angeles, Griffith Park, „Griffith Park & Southern Railroad“, 470 mm, 1,6 km Länge griffithparktrainrides.com
57. Kalifornien, Los Angeles, Griffith Park, Travel Town Museum, „Travel Town Railroad“, 406 mm, 0,55 km Länge arizonaandpacificrr.com
58. Kalifornien, Los Gatos, Oak Meadow Park und Vasona Park, Billy Jones Wildcat Railroad, 457 mm, Dampf und Diesel, eröffnet 1970[16]
59. Kalifornien, Morgan Hill, Uesugi Farms Railroad, 610 mm, uesugifarms.com
60. Kalifornien, Oakland, Oakland Zoo
61. Kalifornien, Orland, California, Orland, Newville and Pacific Railroad 381 mm, onprailroad.tripod.com
62. Kalifornien, Reedley, „Hillcrest & Wahtoke Railroad“, 381 mm, hillcrestreedley.com
63. Kalifornien, San Bernardino, Santa’s Village, bis 1999?
64. Kalifornien, San Diego, Balboa Park, Balboa Park Railroad, 406 mm, arizonaandpacificrr.com
65. Kalifornien, San Francisco, San Francisco Zoo, Little Puffer Steam Train, wieder seit 1998, sfzoo.org
66. Kalifornien, Santa Ana, Santa Ana Zoo, Zoofari Express, seit 2000
67. Kalifornien, Santa Barbara, Santa Barbara Zoo, 610 mm[17]
68. Kalifornien, Sonoma, Sonoma TrainTown Railroad, 381 mm, arizonaandpacificrr.com
69. Kalifornien, Stockton, „RS&T Railroad“, 610 mm, arizonaandpacificrr.com
70. Kalifornien, bei Stockton, „Panella Pacific Railroad“, 406 mm
71. Kalifornien, bei Swanton, Swanton Pacific Ranch, „Swanton Pacific Railroad“, 483 mm
72. Kalifornien, bei Trinity Center, California, Trinity Alps Mountain Railroad, 381 mm, 2010 in Betrieb arizonaandpacificrr.com
73. Kalifornien, San Bernardino, Urbita Lake Railway, 457 mm, 0,8 km Länge, 1910–1915
74. Kalifornien, Venice, Venice Beach, „Venice Miniature Railway“, 457 mm, 1905–1925[18]
75. Kalifornien, „B.A.D. Great Northern Railroad“, 381 mm, 1,2 km Länge[19]
76. Kalifornien, „Glenwood South Park & Pacific“, 381 mm, seit 1960[20]
77. Kalifornien, „Nickel Plate Railroad“, 381 mm,
78. Kansas, Atchison, Atchison Rail Museum, „Atchison & Western Railroad“, 305 mm nekr.tripod.com
79. Kansas, Hutchinson, Hutchinson Zoo
80. Kansas, Tecumseh, „C & H Railroad“, 305 mm[21]
81. Kansas, Topeka, Gage Park, Topeka, „Gage Park Railroad“, 381 mm, seit 1969? ks-shawneecountyparksandrec.civicplus.com
82. Kentucky, Louisville, Louisville Zoo, existent 2009
83. Louisiana, Alexandria, Alexandria Zoological Park
84. Louisiana, Baton Rouge, Baton Rouge Zoo
85. Maryland, Rockville, The Maryland Zoo in Baltimore, diesel betrieben
86. Maryland, Rockville, 7410 Tuckerman Lane, Cabin John Regional Park, Cabin John Miniature Train, montgomeryparks.org
87. Massachusetts, Northampton, Look Park, 381 mm
88. Michigan, Bridgeport, 7065 Dixie Highway, „Junction Valley Railroad“[22]
89. Michigan, Detroit, Detroit Zoo[23]
90. Michigan, Fairview, 230 S Abbe Rd, „Michigan AuSable Valley Railroad“, 406 mm[24]
91. Michigan, Grayling,[23]
92. Michigan, Howard City, Michigan, Ramona & Burley Park,[23]
93. Michigan, Pinconning, Michigan, Deer Acres Park[23]
94. Michigan, Saginaw, Saginaw Children’s Zoo[23]
95. Michigan, Tahquamenon Falls, „Toonerville Trolley“, 610 mm (24 Zoll)[25][26]
96. Missouri, St. Louis, Six Flags St. Louis
97. Missouri, Glencoe bei Wildwood, Venice Beach, „Wabash Frisco and Pacific Railroad“, 305 mm, 3,2 km[27]
98. Missouri, Kansas City, Swope Park Kansas City Zoo, existent Juni 2001
99. Missouri, Steelville, Missouri, Arborway, TT & Northwestern Railroad, 381 mm, ab 2007?[28]
100. Missouri, St. Louis, Louisiana Purchase Exposition, 381 mm und 559 mm, 13 km lang, Dampf, 30. April – 1. Dez. 1904, Miniature Railway Company#Charleston Expo
101. Missouri, St. Louis, St. Louis Zoo, „Emerson Zooline Railroad“, 610 mm, ab 1963
102. Nebraska, Omaha, Omaha’s Henry Doorly Zoo
103. Nebraska, Omaha, Trans-Mississippi Expo, 321 mm, Dampf, 1. Juni bis 1. November 1898, Miniature Railway Company#Trans-Mississippi Expo
104. Nevada, Las Vegas, Lonnie's Castle
105. New Jersey, West Orange, Turtle Back Zoo
106. Neumexiko, Alamogordo, Toy Train Depoz, 406 mm
107. Neumexiko, Albuquerque, Albuquerque Aquarium – Rio Grande Zoo, 1,5 km Länge
108. New York (Bundesstaat), Buffalo, Pan-American Exposition, 381 mm, Dampf, Miniature Railway Company#Pan-American Expo
109. Ohio, Silver Lake (Seeufer), 381 mm, Dampf, 1902–1917, Parkeisenbahn am Silver Lake
110. Ohio, Licking County (Buckeye Lake Park), 381 mm, Dampf, einige Sommer, Parkeisenbahn am Silver Lake
111. Ohio, Toledo, 381 mm, Dampf, existent 1944, Parkeisenbahn am Silver Lake
112. Ohio, Cincinnati, Cincinnati Zoo
113. Ohio, Cleveland, Cleveland Zoo
114. Ohio, Columbus, Columbus Zoo
115. Ohio, Findlay, Northwest Ohio Railroad Preservation, 381 mm
116. Oklahoma, Moore, Small Change Railroad, 406 mm
117. Oklahoma, Tulsa Tulsa Zoo existent 2011
118. Oregon, Canby, Phoenix & Holly Railroad, 381 mm, flowerfarmer.com
119. Oregon, Deadwood, „Meadows & Lake Kathleen Railroad“, 457 mm mit 1,6 km Länge[29]
120. Oregon, Portland, Oaks Amusement Park, 406 mm, 1956–? und 508 mm seit?, (dreischienig), dieselbetrieben[30]
121. Oregon, Portland, Washington Park and Zoo Railway, 762 mm mit 3,2 km Länge, seit 7. Juni 1958
122. Pennsylvanien, bei Collegeville, „Collegeville and Southern Railway“, 457 mm, seit 2004[31]
123. Pennsylvanien, Elysburg, Pennsylvania, Knoebels Amusement Resort, 1. „Old Smokey Train“, 406 mm, Dampf, seit 1946
124. Pennsylvanien, Elysburg, Pennsylvania, Knoebels Amusement Resort, 2. „Pioneer Train“, 406 mm, Benzin, seit 1960
125. Pennsylvanien, Erie, Erie Zoo
126. Pennsylvanien, Oil City, 381 mm, Dampf, um 1901 Parkeisenbahn im Monarch Park
127. Pennsylvanien, Pittsburgh, Highland Park, Pittsburgh Zoo
128. Pennsylvanien, Fleetwood, Pennsylvania, 2060 Mt Laurel Rd, 381 mm, seit etwa 1935, Dampf und Diesel, rsme.org
129. Pennsylvanien, Lancaster County, Strasburg Township, Strasburg Rail Road, 381 mm, strasburgrailroad.com
130. Pennsylvanien, Lancaster County, Rough and Tumble Engineers Historical Association, 381 mm, roughandtumble.org
131. South Carolina, Charleston, Charleston Exposition,? mm, Dampf, 1. Dez. 1901 – 20. Juni 1902, Miniature Railway Company#Charleston Expo
132. Tennessee, Lakeland, Tennessee, Lakeland Amusement Park, 406 und 914 mm?-?
133. Tennessee, Memphis, Memphis Zoo,
134. Texas, Austin, William Barton Dr Zilker Park, „Zilker Zephyr“, 305 mm
135. Texas, Austin, Southwest Williamson County, Regional Park at 3005 County Road 175 (Sam Bass Rd), Cedar Rock Railroad. 406 mm
136. Texas, Fort Worth, „Forest Park Miniature Railroad“, 610 mm, 8,0 km Länge, seit 1959? arizonaandpacificrr.com
137. Texas, Houston, Hermann Park „Hermann Park Train“, 610 mm
138. Texas, Leander, Cedar Rock Railroad, 406 mm,
139. Texas, Lufkin, Ellen Trout Zoo
140. Texas, San Antonio, San Antonio Zoo, „Brackenridge Eagle“, 610 mm, seit 1956[32]
141. Utah, Farmington, 610 mm, visitdavisareautah.com
142. Utah, Salt Lake City, Hogle Zoo
143. Virginia, Norfolk, Virginia Zoological Park, Läne 1,2 km, Benzinantrieb
144. Virginia, Roanoke, Mill Mountain Zoo, seit 1952 2.bp.blogspot.com
145. Washington, Wenatchee, 155 N. Worthen Street, Wenatchee Riverfront Railway
146. Wisconsin, Eau Claire, Carson Park, „Chippewa Valley Railroad“, 406 mm
147. Wisconsin, Marshall, Dane County, Little Amerricka, „Whiskey River Railway“, 406 mm, Dampf und Diesel
148. Wisconsin, Milwaukee, Milwaukee County Zoo, „Safari Train“, 381 mm, ab 1958?
149. Wisconsin, Wisconsin Dells, Riverside and Great Northern Railway, 381 mm,
150. Wyoming, Riverview and Twin Lakes Railroad, 381 mm, trainweb.org

## Australien und Neuseeland

### Australien
1. Adelaide, im National Railway Museum, 457 mm[33]
2. Adelaide, Semaphore Road-Fort Glanville, 457 mm, 2 km Länge, operated by National Railway Museum[34]
3. Perth, Perth Zoo Train, Diesel betrieben, seit 6. Oktober 2012 kojonuptouristrailway.com.au

### Neuseeland
1. Porirua-Papakowhai, Aotea Lagoon, Aotea Railway.457 mm[35]